# Mario Party: Star Rush
Mario Party: Star Rush é um jogo desenvolvido pela NDcube e publicado pela Nintendo para o Nintendo 3DS, sendo o 4 jogo da franquia Mario Party a ser lançado para um console portatil da Nintendo. O jogo foi lançado primeiro na Europa em 7 de Outubro de 2016 e depois na Australia e no Japão ainda em 8 e 20 Outubro de 2016 respectivamente, nas Americas o jogo foi lançado em 4 de Novembro 2016 e somente em 2017 foi lançado na Coreia. O jogo foi lançado em Portugues de Portugal para quem tinha a versão europeia do jogo.
O jogo apresenta um novo modo conhecido como Toad Scramble, que se desvia da série Mario Party normal ao remover a jogabilidade baseada em turnos em favor da capacidade de se mover à vontade, simultaneamente com outros jogadores e sem caminhos definidos no tabuleiro de jogo.

## Jogabilidade
Tentando ser um hibrido entre os Mario Party antigos e os mais recentes, Mario Party: Star Rush substitui a jogabilidade baseada em turnos pela capacidade de se mover à vontade, simultaneamente e sem caminhos definidos no tabuleiro de jogo.  O modo principal do jogo é o "Toad Scramble", no qual todos os jogadores jogam como Toad da franquia Mario . Outros personagens da série Mario podem ser recrutados para jogar no time do jogador, mas não são jogáveis.  Star Rush apresenta batalhas contra chefes onde os jogadores competem para causar o maior dano ao chefe.
Até quatro jogadores podem participar de um jogo multijogador comum quando estiverem próximos de outros jogadores por meio do modo sem fio local do console portátil Nintendo 3DS .  Um software gratuito disponível na Nintendo eShop, intitulado Mario Party: Star Rush - Party Guest, é uma demo que permite aos jogadores juntarem-se a jogadores com um jogo completo e inclui um número limitado de minijogos.  O jogo também é compatível com quinze Amiibo da Nintendo.

### Modos
Existem ao todo 7 modos disponíveis dentro do jogo
Em Toad Scramble, todos os 4 jogadores começam como Toads, sendo sua variação sendo nas cores. A meta é conseguir recuperar as estrelas que estão na posse dos chefes. Ao longo do caminho, os jogadores podem recrutar aliados e coletar ou comprar itens para aumentar suas chances de vitória. Os minijogos são jogados o tempo todo, e as moedas são dadas ao jogador que vence o minijogo, e as estrelas são dadas ao jogador que vence cada minijogo de chefe especial. O vencedor é o jogador que conseguir ganhar mais estrelas e moedas quando todos os chefes forem derrotados, seguindo o que acontece no Mario Party DS.
No Coinathlon, os jogadores jogam minijogos exclusivos que fornecem uma quantidade independente de moedas com base no desempenho do jogador. Os itens podem ser coletados para melhorar a pontuação ou para atrapalhar o jogo de um rival. Cada moeda avança o jogador um espaço no tabuleiro, o vencedor é o jogador que consegue completar o número designado de voltas no tabuleiro. Os minijogos aumentam em dificuldade e em moedas dadas. Em modos de jogo mais longos, a dificuldade aumenta com a adição dos minijogos Bowser, onde os jogadores perdedores são mandados de volta para uma série de espaços ao longo do tabuleiro.
Em Balloon Bash, 4 jogadores escolhem um personagem para jogar e semelhante a um Toad Scramble, um dado é lançado por cada jogador para determinar o número de espaços que eles podem andar no tabuleiro, itens podem ser coletados ou comprados e balões podem ser coletados para jogar minijogos - que podem ser usados para ganhar moedas. As moedas não podem ser trocadas automaticamente por estrelas. Os balões de estrelas especiais podem ser coletados para trocar 10 moedas por estrela, em uma quantia designada. O vencedor é o jogador que coletar mais estrelas, independentemente da quantidade de moedas que ganhar. Esse modo tenta ser o modo antigo que era presente nos antigos Mario Party.
No Mario Shuffle é um modo de jogo orientado para dois jogadores que se concentra no acessório amiibo. Os jogadores correm por um tabuleiro linear e unidirecional até a meta com amiibo selecionado. Os jogadores lançam dois dados e permitem que o resultado dos dados afete duas figuras. Quando um jogador cruza com alguma peça adversária, o jogador salta sobre a peça, tornando essa peça incapaz de se mover pelo próximo turno. Se um jogador pousar em uma peça adversária, o jogador derruba a peça e manda ela de volta para o início do tabuleiro. Os jogadores podem pousar em espaços que fazem a peça continuar mais ou se mover para trás, dependendo das direções no espaço. Caso os jogadores não têm amiibo, um recorte de papelão de um personagem do jogador é usado em vez disso. Uma quantidade total de seis personagens pode ser usada, cada uma dividida em duas equipes de três. O primeiro time que chegar a meta vence o jogo.
Em Rhythm Recital, utilizando principalmente a tela touch do 3DS, Os jogadores podem inicialmente escolher um instrumento do conjunto instrumental da orquestra, que cada um tem um conjunto diferente de notas, enquanto o conjunto de percussão é desbloqueado quando os jogadores atingem uma classificação A em 5 músicas diferentes. Depois de cada música, o jogador é classificado devido ao seu desempenho. São dez músicas no total e as musicas que podem ser tocadas são da franquia Mario.
Em Challenger Tower os jogadores precisam prestar atenção à cor dos espaços enquanto sobem, evitando também os Faíscas no caminho até a torre. Os espaços azuis são seguros para prosseguir em qualquer direção, amarelo significa que há um Faíscas em uma direção, vermelho significa que há dois Faíscas em duas direções, e roxo significa que há três Faíscas em três direções. Os espaços pretos são aqueles que não são escalados no momento. No Inicio, os jogadores têm as opções de escalar as seguintes torres: Iniciante (30 andares), Intermediária (50 andares) e Expert (70 andares). Se todos os andares forem completados, os jogadores podem desbloquear a Master Tower (500 andares). Na Master Tower, os jogadores podem salvar seu jogo para cada 100 andar completados. Quando os jogadores limpam a Master Tower, eles desbloqueiam a Tower Cup.
Em Boo Block Party é um jogo de quebra-cabeça que envolve girar os lados de um bloco numérico numerado de 1 a 4 para ganhar pontos. Os pontos são ganhos quando 3 ou mais conjuntos de números correspondem. Quando os jogadores quebram blocos suficientes, eles podem optar por enviar os blocos para a tela do oponente ou embaralhar os blocos aleatoriamente. O jogo termina quando os blocos atingem o topo da tela e ficam além do topo por três segundos. No modo single-player, um jogador pode ir para uma pontuação alta pelo tempo que puder sem deixar seus blocos passarem pelo topo da tela.

## Desenvolvimento
A Nintendo anunciou o jogo durante a E3, o grande ponto é que o jogo foi anunciado após a apresentação, de forma separada aos outros jogos anunciados. Isso foi repetido em 2017 quando foi anunciado o Metroid Samus Returns para o Nintendo 3DS. Durante a Nintendo Threehouse foi mostrado uma gameplay do jogo e sua data de lançamento. Logo após seu anúncio, usuários do Twitter comentaram sobre como a arte da caixa do jogo foi reaproveitada de outros projetos, incluindo o rótulo da massa enlatada dos EUA chamada SpaghettiOs. Mais perto do lançamento do jogo, a caixa foi atualizada com arte original. A remoção do formato baseado em turnos foi projetada para tornar o jogo melhor para jogos portáteis.

## Recepção e Vendas
O jogo teve recepção mista, de acordo com o agregador de análises Metacritic, com uma pontuação de 68 com base em 40 análises. A NintendoLife deu nota 7/10, destacando o fato do jogo tentar corrigir as maiores criticas que existem desde o Mario Party 9.
Ao todo, Mario Party Star Rush vendeu quase 900 mil unidades, bem abaixo do esperado, principalmente considerando a plataforma que ainda estava bem forte. Sendo a região da Europa a mais vendida com 370 mil unidades, seguida das Américas com 250 mil unidades e 200 mil no Japão.

## Sequencia
Apesar do jogo subsequente ser o Mario Party: The Top 100, o verdadeiro próximo jogo que conteve tabuleiro, mini games e personagens novos foi o Super Mario Party, lançado para o console que sucedeu o 3DS, o Nintendo Switch.